# Anna-Karin Eurelius
Anna-Karin Eurelius (* 1942 in Uppsala) ist eine schwedische Schriftstellerin und Journalistin.
Sie schreibt seit 1972 sowohl für Kinder als auch für Erwachsene.
In ihrem Kinderbuch Madonna Svensson, das auch in deutscher Sprache erschien, wird einfühlsam und mit Humor über die Sorgen und Nöte eines Scheidungskindes berichtet.
Ihre Kinderbuchreihen mit den Hauptfiguren Lasse und Emil sind in Skandinavien weit verbreitet; sie wurden auch ins Dänische übersetzt. Ihre drei Romane für Erwachsene handeln von Randfiguren der menschlichen Gesellschaft.

## Werke (Auswahl)
- Wahrheitsspiel. Aus dem Schwedischen von Renate Bleibtreu, Butt Verlag, Mönkeberg 1988, ISBN 3-926099-04-6